# Der Nobelpreisträger
Der Nobelpreisträger (Originaltitel: El ciudadano ilustre, spanisch Der Ehrenbürger) ist ein argentinisch-spanischer Film aus dem Jahr 2016, unter der Regie von Gastón Duprat und Mariano Cohn. Bei den Internationalen Filmfestspielen von Venedig 2016 war er Kandidat für den Goldenen Löwen, und der Protagonist Oscar Martínez erhielt bei diesem Festival die Coppa Volpi als bester Darsteller. Zudem wurde er von Argentinien als bester fremdsprachiger Film für die Oscarverleihung 2017 vorgeschlagen, aber nicht nominiert.

## Inhalt
In fünf Kapiteln erzählt der Film die Rückkehr eines fiktiven argentinischen Literaturnobelpreisträgers in sein abgelegenes Heimatdorf. Obwohl er seit Jahrzehnten in Europa lebt und Argentinien in dieser Zeit nie besucht hat, verdankt er seiner Heimat doch seine Erfolge, da er in seinem literarischen Werk ausschließlich Eindrücke aus dem Leben in der abgelegenen Pampa verarbeitet. Entgegen seiner Gewohnheit, gesellschaftliche Verpflichtungen abzusagen, akzeptiert er die Einladung des örtlichen Bürgermeisters und wird als Ehrenbürger ausgezeichnet. Anschließend gibt er dem örtlichen Fernsehkanal ein Interview, stellt sich als Jurymitglied bei einer Kunstpreisverleihung zur Verfügung und nimmt an weiteren gesellschaftlichen Veranstaltungen teil. So gerät er zunehmend in Konflikte mit den Einheimischen, die ihn einerseits mit einem geschnitzten Gürteltier, einem Fußballtrikot und anderen Nutzlosigkeiten beschenken und andererseits als verwöhnten Kulturtouristen verachten.
Einer seiner Freunde ist mit der Jugendfreundin des späteren Ehrenbürgers verheiratet. Deren Tochter sucht Kontakt zu ihm, was die Konfliktlage weiter zuspitzt. Schließlich wird das Drama so aufgelöst, als habe der Schriftsteller die Heimatreise zu einem neuen Erfolgsroman verarbeitet.

## Auszeichnungen
- Internationale Filmfestspiele von Venedig 2016: Bester Darsteller für Oscar Martínez, Nomination für den Goldenen Löwen
- Internationales Filmfestival Haifa 2016: Bester Film im internationalen Wettbewerb
- Filmfestival Havanna 2016: Bestes Drehbuch für Andrés Duprat
- Goya-Preis 2017: Bester iberoamerikanischer Film